# Reisiswil
Reisiswil é uma comuna da Suíça, situada no distrito administrativo de Alta Argóvia, no cantão de Berna. Tem 2,0 km² de área e sua população em 2018 foi estimada em 176 habitantes.